# Theodor von Muncker
Johann Theodor von Muncker (* 29. Mai 1823 als Johann Theodor Muncker in Bayreuth; † 14. Februar 1900 ebenda) war ein deutscher Verwaltungsjurist und Kommunalpolitiker.

Johann Theodor von Muncker

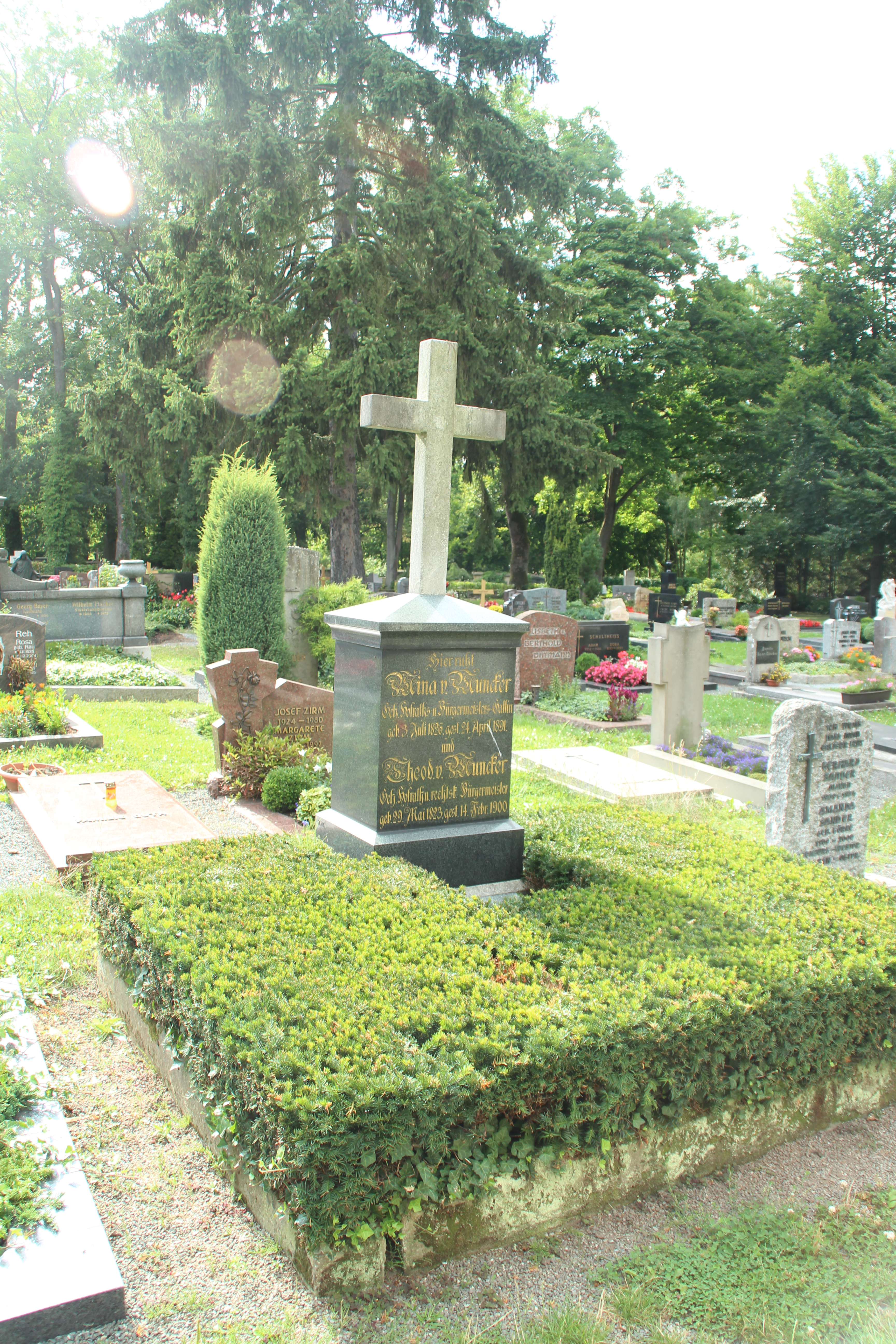
Grabmal der Familie Muncker

Muncker kam als Sohn eines Kassendieners in bescheidenen Verhältnissen zur Welt. Im Anschluss an die Volksschule besuchte er die Königlich Bayerische Studienanstalt, deren Besuch er, wie ab 1843 sein Studium der Rechte in Erlangen und München, selbst durch Erteilen von Nachhilfestunden finanzierte. Das Jura-Examen bestand er mit Auszeichnung und kehrte als Rechtspraktikant in seine Heimatstadt zurück.
Ab 1851 war er Zweiter und von 1857 an Erster rechtskundiger Magistratsrat seiner Heimatstadt. 1863 wählte ihn der Stadtrat als Nachfolger Friedrich Carl Dilcherts zum rechtskundigen Bürgermeister. Dieses Amt, in dem ihn der bayerische König Maximilian II. Joseph am 29. März 1863 bestätigte, hatte er bis zu seinem Tod inne. Mit einer Dauer von 37 Jahren war er das am längsten amtierende Stadtoberhaupt Bayreuths. Während seiner Amtszeit wurden wichtige Vorhaben wie die Versorgung der Häuser mit Trinkwasser, die Kanalisierung der Hauptstraßen und die Regulierung des Roten Mains verwirklicht. Bedeutende Industriebauten (Mechanische Baumwollen-Spinnerei und Neue Baumwollen-Spinnerei) wurden errichtet, das Zentralschulhaus (heutige Graserschule) und die Lehrerbildungsanstalt entstanden, eine erste elektrische Straßenbeleuchtung wurde installiert. Historisch bedeutendste Maßnahme war der Bau des Richard-Wagner-Festspielhauses. Als Vertreter der Kreishauptstadt war Muncker ab 1864 Mitglied des Oberfränkischen Landrats.
1871 trug Munker maßgeblich dazu bei, dass Richard Wagner die Stadt als Schauplatz für seine Festspiele auserkor. Er selbst wählte das Grundstück für das Festspielhaus aus und reiste im Januar 1872 mit dem Bankier Friedrich Feustel zu Wagner nach Tribschen, um jenem den Ort auf dem Grünen Hügel schmackhaft zu machen. Bald darauf führte er Wagner zum späteren Bauplatz und las von da an „dem Meister jeden Wunsch von den Augen ab“. Er machte möglich, dass dieser schon zu Lebzeiten auf seinem Grundstück (→ Haus Wahnfried), das er ihm mit Feustel vermittelt hatte, seine Gruft anlegen durfte, und wurde Mitglied des dreiköpfigen Verwaltungsrats der Festspiele.
1887 wurde Theodor Muncker durch die Verleihung des Verdienstordens der Bayerischen Krone in den persönlichen Adelsstand erhoben. 1891 wurden ihm Rang und Titel eines Hofrats verliehen. Er war, wie der Stadthistoriker Bernd Mayer schrieb, „ein gemäßigter Konservativer ohne Gespür für die sozialen Herausforderungen seiner Zeit“. Jahrzehntelang bespitzelte und unterdrückte das Stadtregiment die Proletarier, das Rathaus und die organisierte Arbeiterschaft standen sich feindselig gegenüber. Nach dem Erlass des Sozialistengesetzes im Jahr 1878 verbot Muncker sogleich alle Arbeitervereine in der Stadt.
Unter Muncker erwarb die Stadt bis 1896 ein 150 ha großes Areal aus den Gemeindefluren von Oberkonnersreuth und Thiergarten. Es wurde der örtlichen Garnison als Exerzierplatz verpachtet und 1908 der Garnisonsverwaltung mit gleicher Zweckbestimmung verkauft. Auf diesem Gelände konnte ab 1974 die Universität Bayreuth errichtet werden.
Mit seiner am 21. November 1854 geehelichten Ehefrau Mina, geb. Kroher, die 1891 starb, hatte Muncker drei Söhne und zwei Töchter. Einer seiner Söhne war der Literaturhistoriker Franz Muncker.
Muncker starb im Amt als Folge eines Gallensteins und wurde auf dem Stadtfriedhof Bayreuth begraben. Ihm zu Ehren erhielt 1905 eine Straße im Bayreuther Spinnereiviertel seinen Namen.

## Ehrungen
- 1887: Erhebung in den bayerischen Personenadel
- 1889: Komtur des Verdienstordens der Bayerischen Krone
- 1891: Ernennung zum Geheimen Hofrat
- Benennung der Munckerstraße in Bayreuth